# 亨特 (北达科他州)
亨特（英語：Hunter），是美国北达科他州下属的一座城市。根据2010年美国人口普查，该市有人口261人。2011年估计该市有人口265人，相对于2010年，增长率为1.53%。